# 廻間町
廻間町（はざまちょう）は、愛知県春日井市にある地名。字が25ある。

## 地理
春日井市の東部に位置する。東は岐阜県多治見市廿原町、南東は細野町・高森台、南は藤山台・庄名町、南西は坂下町、北は西尾町に接する。

### 字一覧
五十音順・読みはgoo地図による
| - 明知洞（あけちほら） - 石亀（いしがめ） - 後ノ田（うしろのた） - 馬不入（うまいらず） - 大谷（おおたに） - 大洞（おおほら） - 落重（おちじゆう） - 上新田（かみしんでん） - 上杉森（かみすぎもり） | - 上巳新田（かみみしんでん） - 神屋洞（かみやほら） - 上乱林（かみらんばやし） - 五反田（ごたんだ） - 下杉森（しもすぎもり） - 下巳新田（しもみしんでん） - 下乱林（しもらんばやし） - 地蔵前（じぞうまえ） | - 高森（たかもり） - 西神多（にしかみた） - 浜居場（はまいば） - 東神多（ひがしかみた） - 東出（ひがしで） - 東中田（ひがしなかだ） - 間瀬口（ませぐち） - 宮滝（みやたき） |

## 歴史

### 町名の由来
当地が狭隘地であることに由来するという。

### 沿革
- 戦国時代 - 尾張国春日井郡内の地名として記録に残る[1]。
- 江戸時代 - 尾張国春日井郡の尾張藩領水野代官所支配の廻間村として所在[1]。迫間村との表記もあったという[1]。
- 1880年（明治13年） - 東春日井郡成立に伴い、同郡廻間村となる[1]。
- 1889年（明治22年） - 神坂村の大字廻間となる[1]。
- 1906年（明治39年） - 坂下村の大字廻間となる[1]。
- 1928年（昭和3年） - 坂下町の大字廻間となる[1]。
- 1958年（昭和33年） - 春日井市の大字廻間となる[1]。
- 1959年（昭和34年）1月1日 - 大字廻間より廻間町に名称変更される[1]。
- 1981年（昭和56年） - 一部が藤山台・高森台に編入される[1]。

### 町名の変遷
| 実施後         | 実施年月日   | 実施前   |
| -------------- | ------------ | -------- |
| 廻間町         | 1959年1月1日 | 大字廻間 |
| 廻間町         | 1981年       | 廻間町   |
| 藤山台（一部） | 1981年       | 廻間町   |
| 高森台（一部） | 1981年       | 廻間町   |

## 世帯数と人口
2019年（平成31年）4月1日現在の世帯数と人口は以下の通りである。
| 町丁   | 世帯数  | 人口  |
| ------ | ------- | ----- |
| 廻間町 | 537世帯 | 993人 |

### 人口の変遷
国勢調査による人口の推移
| 1995年（平成7年）  | 1,246人 | [ 8 ]  |  |
| 2000年（平成12年） | 1,427人 | [ 9 ]  |  |
| 2005年（平成17年） | 1,321人 | [ 10 ] |  |
| 2010年（平成22年） | 1,243人 | [ 11 ] |  |
| 2015年（平成27年） | 1,379人 | [ 12 ] |  |

## 学区
市立小・中学校に通う場合、学区は以下の通りとなる。また、公立高等学校に通う場合の学区は以下の通りとなる。
| 字       | 番・番地等                            | 小学校                   | 中学校                 | 高等学校 |
| -------- | ------------------------------------- | ------------------------ | ---------------------- | -------- |
| 字寺木   | 乙1101番地～乙1101番地1               | 春日井市立東高森台小学校 | 春日井市立高森台中学校 | 尾張学区 |
| 字馬不入 | 1番地～100番地15 1102番地1～91        | 春日井市立東高森台小学校 | 春日井市立高森台中学校 | 尾張学区 |
| 字高森   | 1番地～100番地12 1103番地～1107番地18 | 春日井市立坂下小学校     | 春日井市立坂下中学校   | 尾張学区 |
| 字大谷   | 1108番地1～1114番地150                | 春日井市立東高森台小学校 | 春日井市立高森台中学校 | 尾張学区 |
| 字奥山   | 1115番地1～1116番地2                  | 春日井市立東高森台小学校 | 春日井市立高森台中学校 | 尾張学区 |
| 字堂頭山 | 1117番地1～1125番地                   | 春日井市立東高森台小学校 | 春日井市立高森台中学校 | 尾張学区 |
| その他   | その他                                | 春日井市立坂下小学校     | 春日井市立坂下中学校   | 尾張学区 |

## 施設
- 春日井市少年自然の家[1]北緯35度18分13.9秒 東経137度3分19.3秒 / 北緯35.303861度 東経137.055361度
- 心身障害者コロニー[1]北緯35度18分6.5秒 東経137度2分16.9秒 / 北緯35.301806度 東経137.038028度
- 愛知県警察学校[1]北緯35度17分52.2秒 東経137度2分8.7秒 / 北緯35.297833度 東経137.035750度
- 特別養護老人ホーム春緑苑[1]
- 養和荘[1]北緯35度17分37.2秒 東経137度2分3.7秒 / 北緯35.293667度 東経137.034361度
- 愛知県立春日井東高等学校[1]北緯35度17分48.1秒 東経137度1分59.9秒 / 北緯35.296694度 東経137.033306度
- 愛知県立春日台養護学校北緯35度18分3秒 東経137度2分25.6秒 / 北緯35.30083度 東経137.040444度
- 岩船神社[1]北緯35度17分55秒 東経137度2分41.7秒 / 北緯35.29861度 東経137.044917度
- 曹洞宗宝珠寺[1]北緯35度17分37.4秒 東経137度2分13.3秒 / 北緯35.293722度 東経137.037028度
- 廻間古墳群[1]

## その他

### 日本郵便
- 郵便番号 : 487-0031[4]（集配局：高蔵寺郵便局[15]）。